# Andrija Živković
Andrija Živković (en serbe en écriture cyrillique : Андрија Живковић), né le 11 juillet 1996 à Niš en Yougoslavie (auj. en Serbie), est un footballeur international serbe évoluant au poste d'ailier au PAOK Salonique.

## Biographie

### En club

#### Partizan Belgrade
Andrija Živković réalise toutes ses classes avec les équipes de jeunes du Partizan Belgrade. Il effectue ses premiers pas en équipe première à la fin de la saison 2012-2013, ce qui lui permet d'intégrer la liste des vainqueurs du championnat. Sa première titularisation est effective au début de la saison 2013-2014, lors d'un match contre le Rad Belgrade.
Lors de la saison 2014-2015, il est l'auteur avec le Partisan d'un doublé dans le championnat de Serbie, sur la pelouse de l'OFK Belgrade.
En 2015, il inscrit avec le Partizan, quatre buts en cinq matchs, lors de la phase de groupe de la Ligue Europa. Il marque notamment un doublé sur la pelouse du FC Augsburg.

#### Benfica Lisbonne

##### Saison 2016-2017

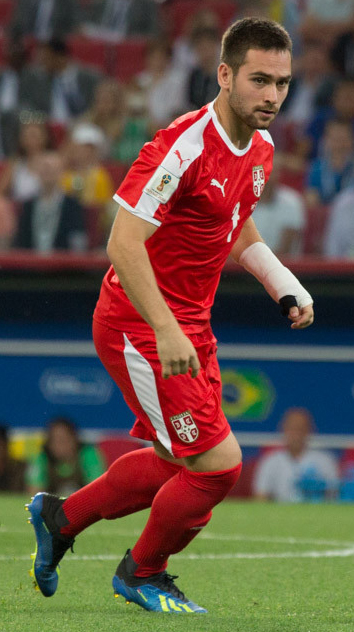
Andrija Živković, durant le match international Serbie-Brésil, coupe du monde de football 2018, le 27 juin.

Le 5 Juillet 2016, alors que sa valeur marchande est de 6,50 millions d'euros il signe a Benfica dans le cadre d'un transfert libre.
Durant cette saison il jouera 24 matchs : 15 en championnat, 5 en coupe, 3 en coupe de la ligue et 1 en ligue des champions et inscrira un but : En coupe du Portugal durant le match retour contre Estoril a domicile a l'Estadio da luz qui finira par un 3-3, il inscrira a la 53 minute sur une passe décisive de Almeida un tir du pied gauche qui offre a ce moment le 3-2 au Benfica.

#### PAOK Salonique

##### Saison 2020-2021
Le 8 Septembre 2020, il quitte le Benfica pour le PAOK ou il entre dans le cadre d'un transfert libre.

### En équipe nationale
Avec les moins de 19 ans, il participe au championnat d'Europe des moins de 19 ans en 2014. Lors de cette compétition organisée en Hongrie, il joue deux matchs. Il se met en évidence en délivrant deux passes décisives en phase de poule, contre l'Ukraine et l'Allemagne. La Serbie s'incline en demi-finale face au Portugal, après une séance de tirs au but.
Par la suite, avec les moins de 20 ans, il dispute la Coupe du monde des moins de 20 ans en 2015. Lors du mondial junior organisé en Nouvelle-Zélande, il officie comme titulaire et joue sept matchs. Il se met en évidence en inscrivant deux buts, tout d'abord en phase de poule contre le Mexique, puis lors de la demi-finale remportée face au Mali. Živković délivre également deux passes décisives lors de ce tournoi, contre la Hongrie en huitièmes, puis lors de la finale gagnée face au Brésil après prolongation.
Avec les espoirs, il participe à deux reprises au championnat d'Europe espoirs, en 2017 puis en 2019. Lors de l'édition 2017 organisée en Pologne, il joue trois matchs. Il s'illustre en délivrant une passe décisive contre la Macédoine. Avec un bilan d'un match nul et deux défaites, la Serbie ne parvient pas à dépasser le premier tour. Lors de l'édition 2019 qui se déroule en Italie, il prend part à deux matchs, en officiant comme capitaine. Il se met en évidence avec un but inscrit contre l'Allemagne, qui s’avère être le seul but de la Serbie dans cette compétition. Il reste en revanche sur le banc des remplaçants lors de la dernière rencontre disputée face au Danemark. Avec un bilan peu reluisant de trois défaites, dix buts encaissés et un seul but marqué, la Serbie ne dépasse pas le premier tour.
Le 11 octobre 2013, il reçoit sa première sélection en équipe nationale A, lors d'une rencontre amicale face au Japon. Il entre en jeu sur le terrain au cours de la seconde mi-temps, en remplacement de son coéquipier Zoran Tošić. La Serbie s'impose deux buts à zéro.
Le 4 septembre 2015, il débute pour la première fois comme titulaire avec la Serbie, lors d'une rencontre face à l'Arménie rentrant dans le cadre des éliminatoires de l'Euro 2016. A cette occasion, il se met en évidence en délivrant sa première passe décisive, mais chose insolite, cette passe est pour Levon Hayrapetyan, qui s'avère être l'un de ses adversaires arméniens (il s'agit donc d'un but inscrit contre son camp). La Serbie s'impose 2-0 face à l'Arménie.
Le 10 novembre 2017, il délivre sa deuxième passe décisive, contre l'équipe de Chine (victoire 0-2). Par la suite, le 11 octobre 2018, il délivre sa troisième passe décisive, lors d'un match de Ligue des nations contre le Monténégro (victoire 0-2). Neuf jours plus tard, il brille en délivrant trois passes décisives contre la Lituanie, lors de cette même Ligue des nations. 
L'année suivante, il dispute sa première compétition internationale lors de la Coupe du monde 2018 en Russie. 
Le 11 novembre 2022, il est sélectionné par Dragan Stojković pour participer à la Coupe du monde 2022.
Il est retenu dans la liste des 26 joueurs serbes du sélectionneur Dragan Stojković pour participer à l'Euro 2024.

## Statistiques

### En club
| Saison                | Club                  | Championnat           | Championnat | Championnat | Coupe nationale | Coupe nationale | Coupe de la Ligue | Coupe de la Ligue | Compétition(s) continentale(s) | Compétition(s) continentale(s) | Compétition(s) continentale(s) | Serbie | Serbie | Total | Total |
| Saison                | Club                  | Division              | M.          | B.          | M.              | B.              | M.                | B.                | Comp.                          | M.                             | B.                             | M.     | B.     | M.    | B.    |
| 2012-2013             | Partizan Belgrade     | SuperLiga             | 1           | 0           | -               | -               | -                 | -                 | -                              | -                              | -                              | -      | -      | 1     | 0     |
| 2013-2014             | Partizan Belgrade     | SuperLiga             | 23          | 5           | 1               | 0               | -                 | -                 | C3                             | 1                              | 0                              | 2      | 0      | 27    | 5     |
| 2014-2015             | Partizan Belgrade     | SuperLiga             | 24          | 5           | 6               | 2               | -                 | -                 | C1+C3                          | 3+7                            | 0+0                            | -      | -      | 40    | 7     |
| 2015-2016             | Partizan Belgrade     | SuperLiga             | 15          | 7           | 1               | 0               | -                 | -                 | C1+C3                          | 6+5                            | 1+4                            | 3      | 0      | 30    | 12    |
| Sous-total            | Sous-total            | Sous-total            | 63          | 17          | 8               | 2               | -                 | -                 | -                              | 22                             | 5                              | 5      | 0      | 98    | 24    |
| 2016-2017             | Benfica Lisbonne      | Primeira Liga         | 15          | 0           | 5               | 1               | 3                 | 0                 | C1                             | 1                              | 0                              | -      | -      | 24    | 1     |
| 2017-2018             | Benfica Lisbonne      | Primeira Liga         | 21          | 3           | 1               | 0               | 3                 | 0                 | C1                             | 5                              | 0                              | 6      | 0      | 36    | 3     |
| 2018-2019             | Benfica Lisbonne      | Primeira Liga         | 16          | 0           | 4               | 0               | 2                 | 0                 | C1+C3                          | 5+2                            | 0                              | 6      | 0      | 35    | 0     |
| 2019-2020             | Benfica Lisbonne      | Primeira Liga         | 3           | 0           | -               | -               | 1                 | 0                 | -                              | -                              | -                              | -      | -      | 4     | 0     |
| Sous-total            | Sous-total            | Sous-total            | 55          | 3           | 10              | 1               | 9                 | 0                 | -                              | 13                             | 0                              | 12     | 0      | 99    | 4     |
| 2020-2021             | PAOK Salonique        | Super League          | 33          | 10          | 6               | 1               | -                 | -                 | C1+C3                          | 3+6                            | 1+2                            | 1      | 0      | 49    | 14    |
| 2021-2022             | PAOK Salonique        | Super League          | 31          | 3           | 7               | 0               | -                 | -                 | C4                             | 14                             | 4                              | 8      | 1      | 60    | 8     |
| 2022-2023             | PAOK Salonique        | Super League          | 33          | 7           | 6               | 0               | -                 | -                 | C4                             | 2                              | 0                              | 10     | 0      | 51    | 7     |
| 2023-2024             | PAOK Salonique        | Super League          | 1           | 2           | -               | -               | -                 | -                 | C4                             | 5                              | 3                              | 6      | 0      | 12    | 5     |
| Sous-total            | Sous-total            | Sous-total            | 98          | 22          | 19              | 1               | -                 | -                 | -                              | 30                             | 10                             | 25     | 1      | 172   | 34    |
| Total sur la carrière | Total sur la carrière | Total sur la carrière | 216         | 42          | 37              | 4               | 9                 | 0                 | -                              | 65                             | 15                             | 42     | 1      | 369   | 62    |

## Palmarès

### En club
- Partizan Belgrade
  - Champion de Serbie en 2013 et 2015
  - Vice-champion de Serbie en 2014 et 2016
  - Finaliste de la Coupe de Serbie en 2015

- Benfica Lisbonne
  - Champion du Portugal en 2017 et 2019
  - Vice-champion du Portugal en 2018
  - Vainqueur de la Coupe du Portugal en 2017

### En sélection
- Serbie -20 ans
  - Vainqueur de la Coupe du monde des moins de 20 ans en 2015